# الد هاربر (آلاسکا)
الد هاربر (به انگلیسی: Old Harbor) شهری در بخش کودیاک آیلند ایالت آلاسکا است که جمعیت آن در سرشماری سال ۲۰۰۰ میلادی ۲۳۷ نفر بوده‌است.